# Třída La Combattante II
Třída La Combattante II je třída raketových člunů vyvinutá francouzskou loděnicí Constructions Mécaniques de Normandie (CMN). Představuje druhou generaci typové řady La Combattante. Celkem bylo postaveno 50 jednotek této třídy. Do služby byly přijaty v letech 1971–1983. Plavidla byla exportována do Íránu, Libye, Malajsie, Německa a Řecka, přičemž vyřazená německá plavidla později získaly Egypt, Gruzie, Chile a Řecko.

## Stavba
Jednotky třídy La Combattante II:
| Jméno                 | Uživatel | Podtřída                      | Loděnice      | Spuštěna          | Vstup do služby    | Status |
| --------------------- | -------- | ----------------------------- | ------------- | ----------------- | ------------------ | --- |
| Kaman (221)           | Írán     | Combattante II / Kaman        | CMN           | 1976              | 12. srpna 1977     | Aktivní. |
| Zoubin (222)          | Írán     | Combattante II / Kaman        | CMN           | 1976              | 12. září 1977      | Aktivní. |
| Khadang (223)         | Írán     | Combattante II / Kaman        | CMN           | 1976              | 15. března 1978    | Aktivní. |
| Peykan (224)          | Írán     | Combattante II / Kaman        | CMN           | 1976              | 31. března 1978    | V listopadu 1980 potopen iráckým raketovým člunem Projektu 205 (třída Osa). |
| Joshan (225)          | Írán     | Combattante II / Kaman        | CMN           | 1977              | 31. března 1978    | Dne 18. dubna 1988 potopen americkým námořnictvem během operace Praying Mantis. |
| Falakhon (226)        | Írán     | Combattante II / Kaman        | CMN           | 1977              | 31. března 1978    | Aktivní. |
| Shamshir (227)        | Írán     | Combattante II / Kaman        | CMN           | 1977              | 31. března 1978    | Aktivní. |
| Gorz (228)            | Írán     | Combattante II / Kaman        | CMN           | 1977              | 22. srpna 1978     | Aktivní. |
| Gardouneh (229)       | Írán     | Combattante II / Kaman        | CMN           | 1978              | 11. září 1978      | Aktivní. |
| Khanjar (230)         | Írán     | Combattante II / Kaman        | CMN           | 1978              | 1. srpna 1981      | Aktivní. |
| Neyzeh (231)          | Írán     | Combattante II / Kaman        | CMN           | 1978              | 1. srpna 1981      | Aktivní. |
| Tabarzin (232)        | Írán     | Combattante II / Kaman        | CMN           | 1978              | 1. srpna 1981      | Aktivní. |
| Beir Grassa (P518)    | Libye    | Combattante IIG / Beir Grassa | CMN           | 1979              | 9. února 1982      | Od roku 1983 Sharara. Roku 2011 mimo službu. |
| Beir Gzir (P519)      | Libye    | Combattante IIG / Beir Grassa | CMN           | 1980              | 4. března 1982     | Od roku 1983 Shehab. V květnu 2011 poškozen nálety NATO, opuštěn. |
| Beir Gtifa (P520)     | Libye    | Combattante IIG / Beir Grassa | CMN           | 1980              | 29. května 1982    | Od roku 1983 Wahab. V květnu 2011 poškozen nálety NATO, opuštěn. |
| Beir Glulud (P521)    | Libye    | Combattante IIG / Beir Grassa | CMN           | 1980              | 8. září 1982       | Od roku 1983 Waheed. Dne 24. března 1986 potopen americkým námořnictvem během střetu v zálivu Velká Syrta. |
| Beir Algandula (P522) | Libye    | Combattante IIG / Beir Grassa | CMN           | 1981              | 2. listopadu 1982  | Od roku 1983 Shouaiai. V květnu 2011 poškozen nálety NATO, opuštěn. |
| Beir Ktitat (P523)    | Libye    | Combattante IIG / Beir Grassa | CMN           | 1981              | 29. října 1982     | Od roku 1983 Shoula. V květnu 2011 poškozen nálety NATO, opuštěn. |
| Beir Alkarim (P524)   | Libye    | Combattante IIG / Beir Grassa | CMN           | 1981              | 17. prosince 1982  | Od roku 1983 Shafak. Aktivní. |
| Beir Alkardmen (P525) | Libye    | Combattante IIG / Beir Grassa | CMN           | 1981              | 11. března 1983    | Od roku 1983 Bark. Roku 2011 mimo službu. |
| Beir Alkur (P526)     | Libye    | Combattante IIG / Beir Grassa | CMN           | 1981              | 19. května 1983    | Od roku 1983 Rad. V květnu 2011 poškozen nálety NATO, opuštěn. |
| Beir Alkuesat (P527)  | Libye    | Combattante IIG / Beir Grassa | CMN           | 1982              | 29. července 1983  | Od roku 1983 Laheeb. V květnu 2011 poškozen nálety NATO, opuštěn. |
| Perdana (3501)        | Malajsie | Combattante II A4L / Perdana  | CMN           | 31. května 1972   | 21. prosince 1972  | Aktivní. |
| Serang (3502)         | Malajsie | Combattante II A4L / Perdana  | CMN           | 22. prosince 1971 | 31. ledna 1973     | Aktivní. |
| Ganas (3503)          | Malajsie | Combattante II A4L / Perdana  | CMN           | 26. října 1972    | 28. února 1973     | Aktivní. |
| Ganyang (3504)        | Malajsie | Combattante II A4L / Perdana  | CMN           | 16. března 1972   | 20. března 1973    | Aktivní. |
| Tiger (S41)           | Německo  | Combattante II / Tiger        | CMN           | 1972              | 30. října 1972     | Vyřazen 1998. Převzalo jej chilské námořnictvo jako Teniente Uribe. Vyřazen 2014. |
| Iltis (S42)           | Německo  | Combattante II / Tiger        | CMN           | 1972              | 8. ledna 1973      | Vyřazen 1992. Převzalo jej řecké námořnictvo jako Ipopliarchos Votsis. Aktivní. |
| Luchs (S43)           | Německo  | Combattante II / Tiger        | CMN           | 1973              | 9. dubna 1973      | Vyřazen 1998. |
| Marder (S44)          | Německo  | Combattante II / Tiger        | CMN           | 1973              | 14. července 1973  | Vyřazen 1994. Převzalo jej řecké námořnictvo jako Plotarchis Vlahavas. Vyřazen 2011. |
| Leopard (S45)         | Německo  | Combattante II / Tiger        | CMN           | 1973              | 21. srpna 1973     | Vyřazen 2000. Převzalo jej řecké námořnictvo jako Plotarchis Tournas. Vyřazen 2011. |
| Fuchs (S46)           | Německo  | Combattante II / Tiger        | CMN / Lürssen | 1973              | 17. října 1973     | Vyřazen 2002. Převzalo jej egyptské námořnictvo jako 6 Uctubar. Dne 12. listopadu 2014 poškozen teroristickým útokem. Aktivní.                                                                                         |
| Jaguar (S47)          | Německo  | Combattante II / Tiger        | CMN           | 1973              | 13. listopadu 1973 | Vyřazen 2000. Převzalo jej řecké námořnictvo jako Plotarchis Sakipis. Vyřazen 2011. |
| Löwe (S48)            | Německo  | Combattante II / Tiger        | CMN / Lürssen | 1973              | 9. ledna 1974      | Vyřazen 2002. Převzalo jej egyptské námořnictvo jako 21 Uctubar. Aktivní. |
| Wolf (S49)            | Německo  | Combattante II / Tiger        | CMN           | 1974              | 4. března 1975     | Vyřazen 1997. Převzalo jej chilské námořnictvo jako Guardiamarina Riquelme. Vyřazen 2012. |
| Panther (S50)         | Německo  | Combattante II / Tiger        | CMN / Lürssen | 1973              | 27. března 1974    | Vyřazen 2002. |
| Häher (S51)           | Německo  | Combattante II / Tiger        | CMN           | 1974              | 12. června 1974    | Vyřazen 1994. Převzalo jej řecké námořnictvo jako Plotarchis Maridakis. Aktivní. |
| Storch (S52)          | Německo  | Combattante II / Tiger        | CMN / Lürssen | 1974              | 17. července 1974  | Vyřazen 1992. Převzalo jej řecké námořnictvo jako Antipliachos Pezopoulos. Aktivní. |
| Pelikan (S53)         | Německo  | Combattante II / Tiger        | CMN           | 1974              | 24. září 1974      | Vyřazen 1998. |
| Elster (S54)          | Německo  | Combattante II / Tiger        | CMN / Lürssen | 1974              | 27. listopadu 1974 | Vyřazen 1997. Převzalo jej chilské námořnictvo jako Teniente Orella. Vyřazen 2014. |
| Alk (S55)             | Německo  | Combattante II / Tiger        | CMN           | 1974              | 7. ledna 1975      | Vyřazen 2002. Převzalo jej egyptské námořnictvo jako 23 Yuliu. Aktivní. |
| Dommel (S56)          | Německo  | Combattante II / Tiger        | CMN / Lürssen | 1974              | 12. února 1975     | Vyřazen 2002. Převzalo jej egyptské námořnictvo jako 18 Yuniu. Aktivní. |
| Weihe (S57)           | Německo  | Combattante II / Tiger        | CMN           | 1975              | 3. dubna 1975      | Vyřazen 2002. Převzalo jej egyptské námořnictvo jako 25 Abril. Aktivní. |
| Pinguin (S58)         | Německo  | Combattante II / Tiger        | CMN / Lürssen | 1975              | 22. května 1975    | Vyřazen 2002. |
| Reiher (S59)          | Německo  | Combattante II / Tiger        | CMN           | 1975              | 24. června 1975    | Vyřazen 2002. |
| Kranich (S60)         | Německo  | Combattante II / Tiger        | CMN / Lürssen | 1975              | 6. srpna 1975      | Vyřazen 1998. Převzalo jej chilské námořnictvo jako Teniente Serrano. Vyřazen 2014. |
| Kymothoi (P53)        | Řecko    | Combattante II / Kymothoi     | CMN           | 1971              | červenec 1972      | Od roku 1976 přejmenován na Ipopliarchos Konidis (P16). Vyřazen 2003. |
| Kalypso (P34)         | Řecko    | Combattante II / Kymothoi     | CMN           | 1971              | prosinec 1971      | Od roku 1976 přejmenován na Ipopliarchos Batsis (P17). Vyřazen 2004. Gruzínské námořnictvo jej získalo jako Dioskuria (303). Zničen byl za války v Jižní Osetii. Dne 14. srpna 2008 byl v Poti potopen ruskou armádou. |
| Evniki (P55)          | Řecko    | Combattante II / Kymothoi     | CMN           | 1971              | duben 1972         | Od roku 1976 přejmenován na Ipopliarchos Arliotis (P14). Vyřazen 2002. |
| Navsithoi (P56)       | Řecko    | Combattante II / Kymothoi     | CMN           | 1971              | červen 1972        | Od roku 1976 přejmenován na Ipopliarchos Anninos (P15). Vyřazen 2002. |

## Uživatelé
Egypt

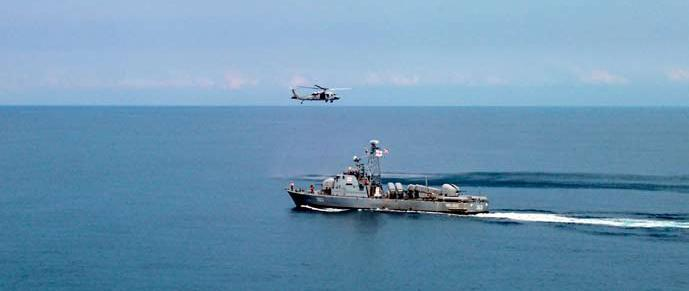
Gruzínský raketový člun Dioskuria (303, ex Kalypso)

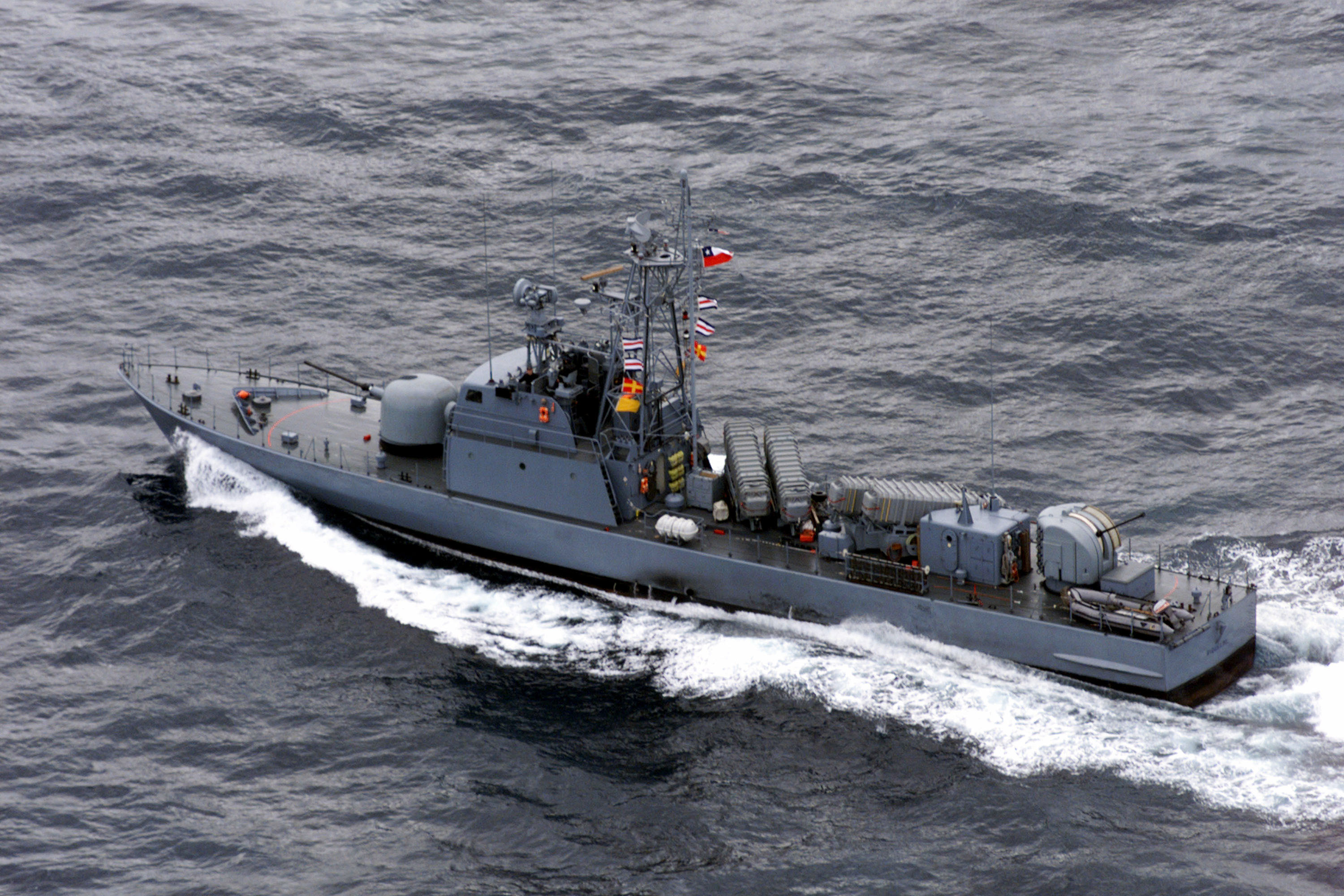
Chilský raketový člun Guardiamarina Riquelme (ex Wolf)

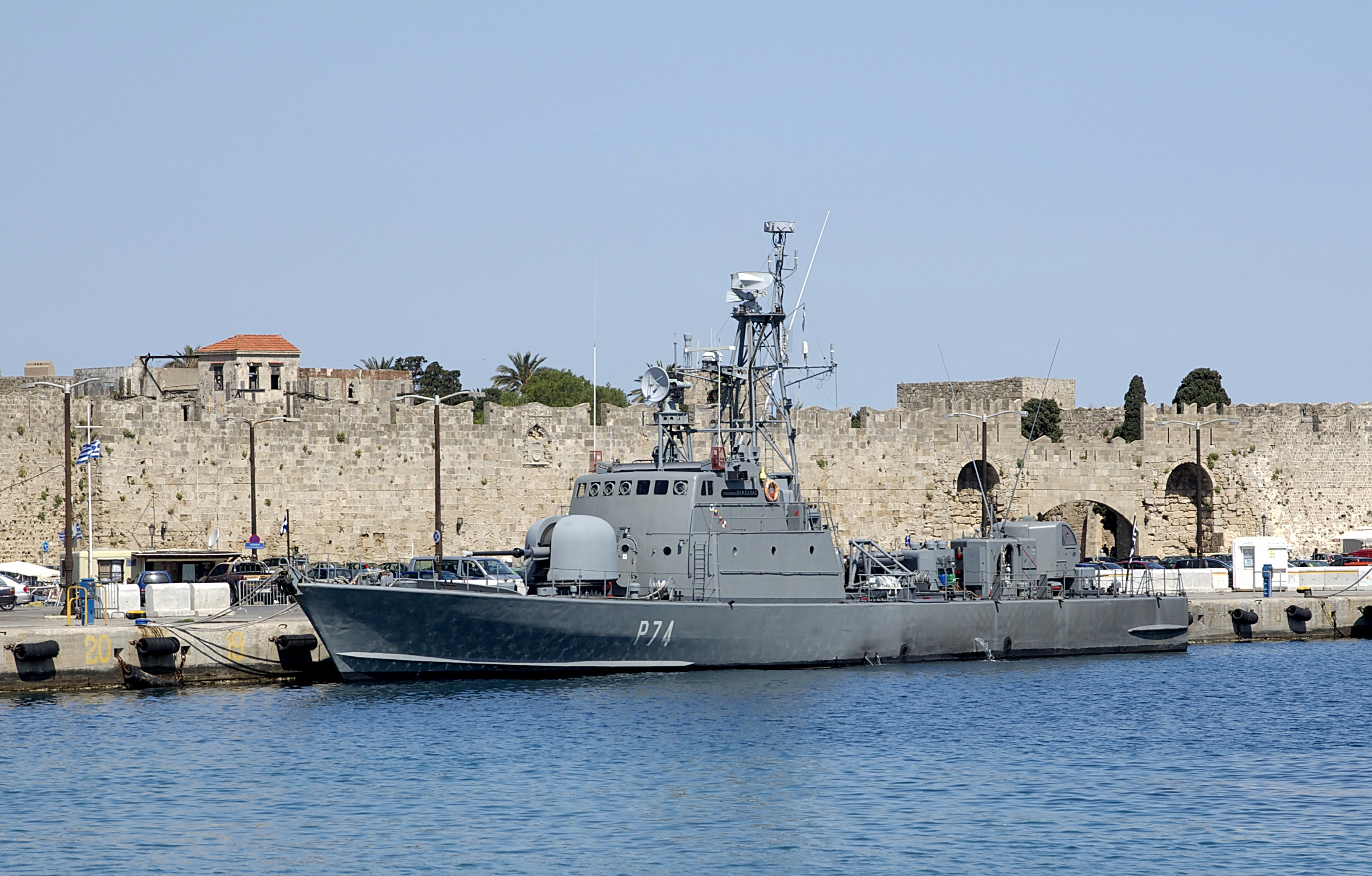
Řecký raketový člun Plotarchis Vlahavas (ex Marder)

- Egyptské námořnictvo – Získalo pět původně německých člunů.[2]

 Gruzie
- Gruzínské námořnictvo – Dne 22. dubna 2004 námořnictvo získalo původně řecký raketový člun Ipopliarchos Batsis. Člun byl potopen za války s Ruskem roku 2008.[3]

 Chile
- Chilské námořnictvo – Získalo čtyři původně německé čluny.[2] Vyřazeny byly v letech 2012–2014.[4]

 Írán
- Íránské námořnictvo – Roku 1974 objednáno 12 jednotek verze Combattante II. Dodány byly v letech 1977–1981. Do islámské revoluce v roce 1979 dodáno devět jednotek a pouze 12 protilodních střel Harpoon. Zbývající tři jednotky byly kvůli chybějící platbě předány až roku 1981. Alternativní výzbroj představují čínské střely C-802, íránské Noor. Dva čluny byly v 80. letech potopeny.[5] Na základě této třídy později Íránvyvinul vlastní třídu Sina.

 Libye
- Libyjské námořnictvo – Roku 1977 objednáno 10 jednotek verze Combattante IIG. Stavbu zdrželo francouzské zbrpojní embargo uvalené na Libyii v souvislosti s jejím zapojením do občanské války v Čadu. Dodány byly v letech 1982–1983. Waheed v roce 1986 potopilo americké námořnictvo. Šest člunů bylo roku 2011 vyřazeno nálety NATO. Dva byly vyřazeny. K roku 2019 byl ve službě poslední člun Shafak.[6]

 Malajsie
- Malajsijské královské námořnictvo – Roku 1970 objednány čtyři jednotky verze Combattante II A4L. Dodány byly v letech 1972–1973.[7]

 Německo
- Německé námořnictvo – Roku 1970 objednáno 20 jednotek verze Combattante II A4L. Z toho osm trupů postavených loděnicí CMN bylo dokončeno německou loděnicí Lürssen ve Vegesacku. Dodány byly v letech 1972–1975.[2]

 Řecko
- Řecké námořnictvo – Roku 1969 objednalo čtyři raketové čluny verze La Combattante II, přičemž dodány byly v letech 1971–1972. Původně byla pánována stavba dalších šesti člunů v Řecku, ale nakonec byla upřednostněna větší varianta La Combattante III, postavená jako třída Lascos.[8] Získalo šest původně německých člunů.[2] Tři byly vyřazeny roku 2011.[9]